# Дятел-смугань білогорлий
Дятел-смуга́нь білогорлий (Piculus leucolaemus) — вид дятлоподібних птахів родини дятлових (Picidae). Мешкає в Південній Америці.

## Поширення і екологія
Білогорлі дятли-смугані поширені в Андах, від південної Колумбії до центральної Болівії, а також в Амазонії. Вони живуть в рівнинних, гірських і заболочених тропічних лісах. Трапляються на висоті до 1400 м над рівнем моря.